# Myxoderma qawashqari
Myxoderma qawashqari är en sjöstjärneart som först beskrevs av Moyana och Larrain Prat 1976.  Myxoderma qawashqari ingår i släktet Myxoderma och familjen Zoroasteridae. Inga underarter finns listade i Catalogue of Life.